# Torrenova
Bản mẫu:Otherplaces
Torrenova là một đô thị ở tỉnh Messina trong vùng Sicilia của Italia, có vị trí cách khoảng 120 km về phía đông của Palermo và vào khoảng 80 km về phía tây của Messina. Tại thời điểm ngày 31 tháng 12 năm 2004, đô thị này có dân số 3.835 người và diện tích là 13 km².
Torrenova giáp các đô thị: Capo d'Orlando, Capri Leone, Militello Rosmarino, San Marco d'Alunzio, Sant'Agata di Militello.